# Somniosus microcephalus
Somniosus microcephalus (Bloch & Schneider,  1801), conhecido pelo nome comum de tubarão-da-groenlândia, é um dos maiores tubarões do mundo, chegando a medir mais de 6,5 metros de comprimento. Os tubarões da Groenlândia são os vertebrados com maior longevidade conhecida.

## Descrição

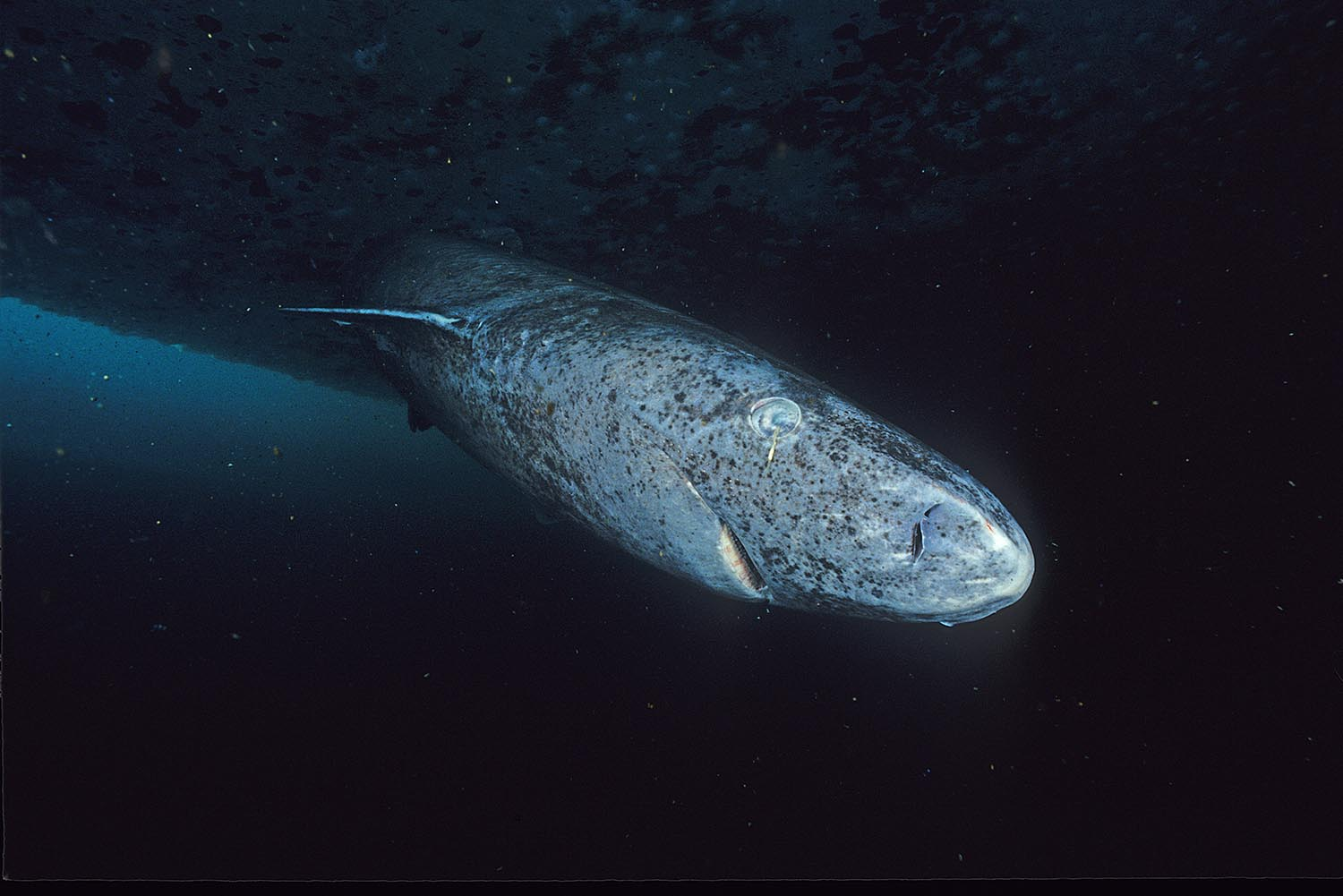
Tubarão-da-groenlândia em Admiralty Inlet, Nunavut, com um Ommatokoita

Um espécime com 7,3 m é frequentemente mencionado na literatura especializada, e passou a ser aceito como o maior tamanho já notificado de um tubarão da Groenlândia. Em Janeiro de 1985 foi capturado na Ilha de May, Escócia, um indivíduo com 6,4m de comprimento e pesando 1,021 kg.
Esse animal é conhecido por sua aparência e movimentos indolentes se deslocando lentamente pela coluna d'água, diferentemente das outras espécies, que são mais agressivas. Possui migração batimétrica passado o dia e a noite em profundidades distintas, e é geralmente cego, pois possui um parasita (espécie de crustáceo) associado que se alimenta de seus fluidos oculares.
É a espécie de vertebrado com a maior expectativa de vida conhecida com uma média estimada de 400 anos (as lentes oculares sugerem que uma fêmea morreu com cerca de 392 anos) e está entre as maiores espécies existentes de tubarão. Devido ao seu habitat ser em grandes profundidades, ele tem uma elevada concentração de N-óxido de trimetilamina em sua carne, que a torna tóxica. No entanto, na Islândia a carne da espécie é tratada para reduzir os níveis de toxinas e comida como uma iguaria.
Possui hábitos alimentares majoritariamente de necrofagia (alimentando-se de seres já mortos). Coloração do corpo tende a ir do marrom ao negro. 

## Habitat e alimentação
É normalmente encontrado a mais de 1.200 metros de profundidade no Ártico e nos mares do norte do Atlântico, mas já foi observado em lugares tão distantes como a Argentina e a Antártida.
Alimentam-se principalmente de peixes, e algumas vezes até focas. Já foram encontradas partes de cavalos, ursos-polares e alces em estômagos de tubarões da Groenlândia.

## Sinônimos
Squalus squatina (non Linnaeus, 1758), Squalus carcharis (Gunnerus, 1776), Somniosus brevipinna (Lesueur, 1818), Squalus borealis (Scoresby, 1820), Squalus norvegianus (Blainville, 1825), Scymnus gunneri (Thienemann, 1828), Scymnus glacialis (Faber, 1829), Scymnus micropterus (Valenciennes, 1832), Leiodon echinatum (Wood, 1846), e Somniosus antarcticus (Whitley, 1939)

## Utilização culinária

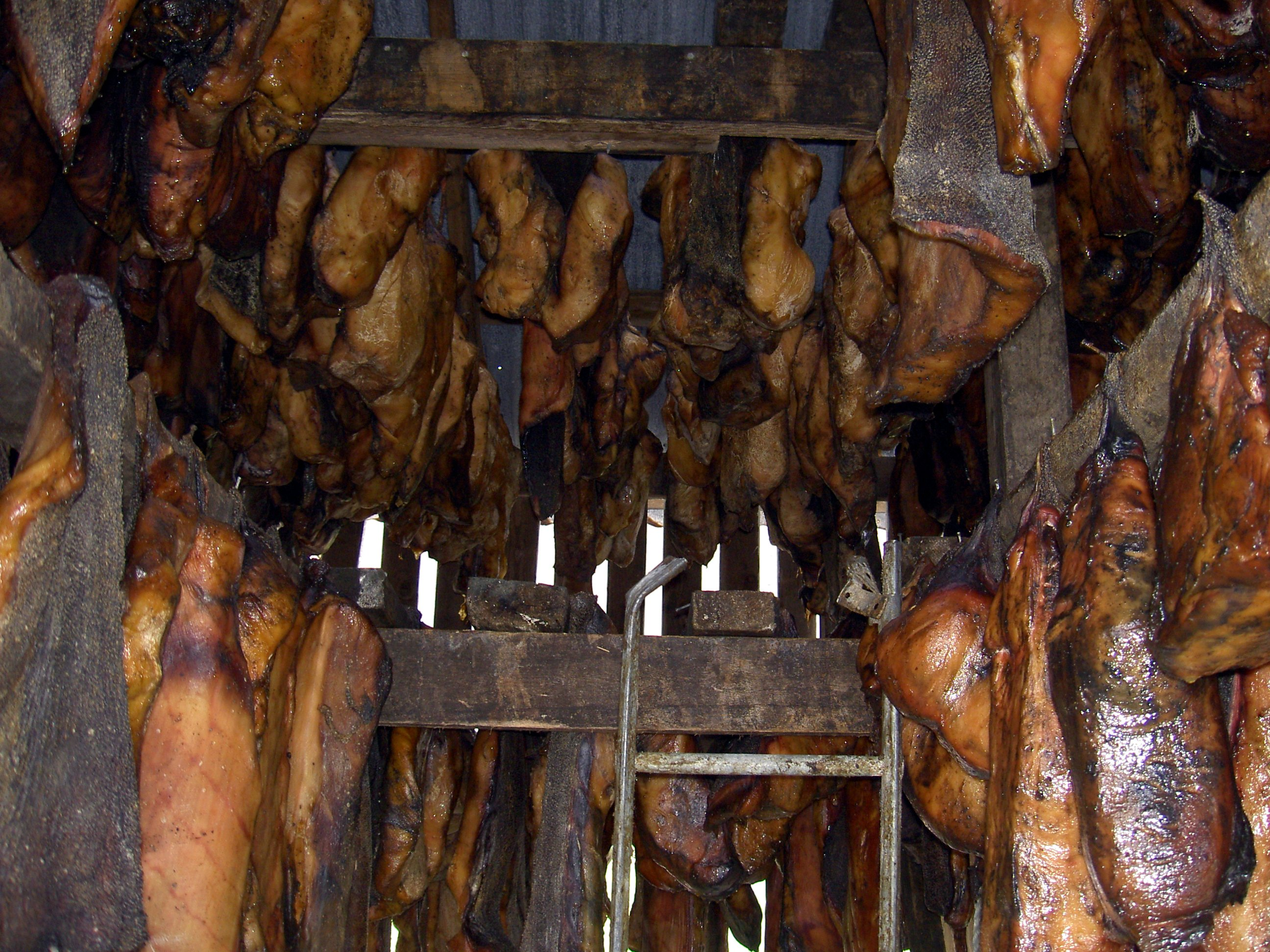
Carne de tubarão-da-groenlândia ou kæstur hákarl na Islândia

Este tubarão faz parte da gastronomia da Islândia, sendo o Hákarl a iguaria mais conhecida com ele confeccionada. Consiste em peixe putrefacto e seco.
Tanto na Groenlândia como na Islândia, a carne do tubarão-da-groenlândia é também utilizada como comida para cão, depois de seca.